# Bristol Bulldog
O Bristol Bulldog da Royal Air Force (RAF) é um avião biplano de um único assento.
Foi incorporado na RAF em 1929, tornando-se um dos caças britânicos mais populares até 1936, sendo produzidos mais de quatrocentos Bulldogs. Foi utilizado principalmente na defesa diurna e nocturna, alguns entraram em combate na Guerra Civil espanhola, integrados na heterogénea esquadrilha basca denominada Circo Krone.
|  |

## Concepção e desenvolvimento
Em setembro de 1926, o Ministério da Aviação falou sobre a necessidade de um avião com um só assento capaz de funcionar de dia e noite; armado com duas armas Vickers de 7.7 mm.
O Bulldog foi projectado por Frank Barnwell, o Desenhista Principal da Bristol Aeroplane Company, que tinha sido Capitão no Exército Britânico durante a Primeira Guerra Mundial.
O protótipo do Bulldog, o Bulldog Mk. Voou pela primeira vez no dia 17 de maio de 1927.
O Bulldog Mk. II veio com uma estrutura modificada, mas em outros aspectos era muito idêntico ao Bulldog original: com duas Vickers de 7.7 mm, uma capacidade de quatro bombas de 9 quilogramas, um motor Bristol Jupiter radidal de 336 quilowatts e uma velocidade máxima de pelo menos 290 km/h.
O avião entrou em produção em 1928, introduzindo os seus serviços no ano seguinte, durante a primeira parte dos anos 30, foi o avião mais usado pela RAF.
O Bulldog provou ser uma exportação bem sucedida para as forças aereas estrangeiras, tendo serviço na Austrália, Dinamarca, Estónia, Finlândia, Japão, Letônia, Sião (Tailândia), Espanha e Suécia. O Bulldog foi retirado dos serviços da RAF em 1937, sendo substituído pelo Hawker Hurricane e Supermarine Spitfire, ambos dos quais ficariam lendas da RAF na contribuição para a Segunda Guerra Mundial. A carreira do Bristol Bulldog ainda não acabara, continuando ao servindo de outras forças aéreas.

## História operacional
O Bulldog entrou em serviço na Guerra Civil Espanhola, combatendo pelo lado dos Republicanos. O Bulldog também combateu pela Força Aérea Finlandesa durante a Guerra de Inverno contra a União Soviética. O Bulldog continuou em serviço na Guerra de Continuação, novamente, contra a União Soviética.

## Variantes
- Bulldog I

Assento único podendo combater de dia e de noite. 2 construídos pela Bristol Aeroplane Co.
- Bulldog II

Assento único podendo combater de dia e de noite. Com um motor Bristol Jupiter VII de pistão radial. 92 aviões construídos pela Bristol Aeroplane.
- Bulldog IIA

Assento único podendo combater de dia e de noite. Com um motor Bristol Mercury de 365 quilowatts de pistão radial. 268 aviões construídos pela Bristol.
- Bulldog IIIA

Avião provisório. Só dois aviões foram construídos pela Bristol.
- Bulldog IVA

Assento único podendo combater de dia e de noite. Com um motor Bristol Mercury de pistão radial. Foram construídos 18 aviões pela Bristol.
- Bulldog TM

Versão para treino com dois assentos. Foram construídos 59 pela Bristol.
- "J.S.S.F."

Foram construídos dois aviões com licença de construção pela Nakajima Aircraft Works, no Japão.

## Especificações (Bulldog II)
Dados de: Bristol Aircraft since 1910.
Descrições gerais
- Tripulação: 1
- Comprimento: 7,67 m (25 ft)
- Envergadura: 10,3 m (34 ft)
- Altura: 2,67 m (8,8 ft)
- Área alar: 28,5 m² (307 ft²)
- Peso vazio: 1 000 kg (2 200 lb)
- Peso de decolagem: 1 586 kg (3 500 lb)

Motorização
- Número de motores: 1x
- Tipo do motor: Motor a pistão radial
- Fabricante/modelo: Bristol Jupiter VII
- Potência por motor: 440 hp (328 kW)

Performance
- Velocidade máxima: 287 km/h (178 mph)
- Velocidade total em Nó: 155 kn (287 km/h)
- Tecto de serviço: 8 930 m (29 300 ft)

Armamentos
- Metralhadoras/canhões: 2 x metralhadoras Vickers de calibre .303 7,7 mm (0,303 in)
- Bombas: 4 x bombas de 9 kg (19,8 lb)